# Травинино
Травинино — деревня в Судогодском районе Владимирской области России, входит в состав Муромцевского сельского поселения.

## География
Деревня расположена на берегу речки Ястреб в 7 км на юг от центра поселения посёлка Муромцево и в 10 км на юг от райцентра города Судогда. 

## История
В XIX — первой четверти XX века деревня входила в состав Бережковской волости Судогодского уезда, с 1926 года — в составе Судогодской волости Владимирского уезда. В 1859 году в деревне числилось 25 дворов, в 1905 году — 59 дворов, в 1926 году — 76 дворов.
С 1929 года деревня являлась центром Травининского сельсовета Судогодского района, с 1959 года — в составе Муромцевского сельсовета, с 2005 года — в составе Муромцевского сельского поселения.

## Население
| 1859 | 1905 | 1926 | 2002 |
| ---- | ---- | ---- | ---- |
| 191  | 337  | 401  | 50   |

| 1859 | 1905 | 1926 | 1959 | 1970 | 1979 | 1983 |
| ---- | ---- | ---- | ---- | ---- | ---- | ---- |
| 191  | ↗337 | ↗401 | ↘175 | ↘116 | ↘79  | ↘76  |
| 2002 | 2010 | 2021 |      |      |      |      |
| ↘50  | ↗58  | ↘37  |      |      |      |      |